# Igreja Presbiteriana na Índia (Reformada)
A Igreja Presbiteriana na Índia (Reformada) - IPIR - em inglês Presbyterian Church in India (Reformed) - é uma denominação presbiteriana, estabelecida em Manipur, em 1984, formada por um grupo de igrejas que se separou da Igreja da Convenção Evangélica (Índia).

## História
Em 14 de outubro de 1908, um casal de missionários, o Dr. e Sra. Peter Frazer e um jovem, Watkin Roberts, enviados pela Igreja Presbiteriana de Gales, chegaram a Índia. Eles chegaram a Aizawl, Mizoram, no inverno de 1908. Eles se juntaram a outros missionários como o Rev. e a Sra. David Evan Jones e o Rev. e Sra. Robert Evans. O Rev. Dr. Frazer serviu na Clínica da Missão Galesa em Aizawl e Robert o ajudou.
A partir deste trabalho missionário foi organizada a Igreja da Convenção Evangélica. 
Na década de 1970, um dos pastores desta denominação, o Rev. Vung D. Tombing frequentou o Seminário Teológico da Aliança, da Igreja Presbiteriana na América.
Após retornar para a Índia, em 1977, este pastor exerceu grande influência sobre a Igreja da Convenção Evangélica. 
Todavia, a denominação se posicionou contrária ao Calvinismo em 1984.
No mesmo ano, um grupo de membros adeptos das doutrinas reformadas se retirou e formou a Igreja Presbiteriana na Índia (Reformada).
A partir do seu crescimento, a denominação se espalhou por várias cidades. Em 2018 tinha cerca de 50 igrejas e congregações e 10.000 membros.

## Doutrina
A IPIR adota o Credo dos Apóstolos,  Confissão de Fé de Westminster, Breve Catecismo de Westminster e Catecismo Maior de Westminster, como sua doutrina oficial. A denominação se opõe a ordenação de mulheres.

## Relações intereclesiásticas
A denominação é membro da Fraternidade Reformada Mundial e da Fraternidade Presbiteriana e Reformada da Índia.